# Mundur (film)
Mundur (oryg. Khakee) – indyjski thriller wyreżyserowany w 2004 roku przez Rajkumar Santoshi, autora Chine Gate, The Legend of Bhagat Singh czy Lajja. W rolach głównych Amitabh Bachchan, Akshay Kumar, Ajay Devgan, Aishwarya Rai, Tusshar Kapoor. W drugoplanowych Atul Kulkarni, Tanuja i Jayapradha. Lara Dutta – gościnnie w piosence "Aisa Jadoo".
Tematem filmu jest walka o godność  munduru policjanta, obrona niewinnego przed manipulacjami skorumpowanych polityków dla władzy podsycających antagonizmy religijne, używających przemocy w realizacji swoich egoistycznych celów. Film pokazuje też różne postawy ludzi, manipulowanie innymi, wykorzystywanie ich uczuć, zdradę, ale i rodzenie się solidarności, poświęcenie, współczucie, przemianę czyjegoś serca.

## Fabuła
Uwielbiany przez swoich podwładnych, ale niedoceniany przez przełożonych oficer policji Anand Kumar Srivastav (Amitabh Bachchan) tuż przed emeryturą otrzymuje zadanie, które jest szansą na uznanie jego kwalifikacji. W bardzo niebezpiecznych warunkach ma dowieźć do sądu terrorystę muzułmańskiego (Atul Kulkarni). W misji towarzyszyć mu mają żółtodziób idealizujący pracę w policji (Tusshar Kapoor) i Shakhar (Akshay Kumar), skorumpowany policjant, podrywacz szukający tylko swojej wygody. Zadanie wydaje się niemożliwe do wykonania. Wróg wie naprzód o każdym ruchu ich zespołu. Sprawa wyjaśnia się, kiedy od milczącego dotychczas więźnia dowiadują się, że wysoko postawiony polityk jest zainteresowany zabiciem go. Ich akcja jest akcją pozorną. Jednocześnie innym ludziom zlecono za wszelką cenę udaremnienie dowiezienia więźnia do sądu, ponieważ jego zeznania mogą zniszczyć polityka, który karierę swoją zbudował na podsycaniu antagonizmów religijnych. Zaczyna się walka policjantów między sobą. Ci, dla których tytułowy mundur oznacza walkę ze złem, obronę niewinnych muszą zmierzyć się z tymi, dla których mundur jest osłoną przy wzbogacaniu się na łapówkach, używaniu przemocy w służbie skorumpowanych polityków.

## Obsada
- Amitabh Bachchan – oficer Anant Kumar Shrivastav – nominacja do Nagrody Filmfare dla Najlepszego Aktora
- Akshay Kumar – inspektor Shekhar Verma -nominacja do Nagrody Filmfare dla Najlepszego Aktora Drugoplanowego
- Ajay Devgan – Yashwant Angre – nominacja do Nagrody Filmfare za Najlepszą Rolę Negatywną
- Aishwarya Rai – Mahalaxshmi
- Tusshar Kapoor – inspektor Ashwin Gupte
- Atul Kulkarni – dr Iqbal Ansari
- Prakash Raj – oficer policji Naidu
- Sabyasachi Chakraborty – Minister Deodhar
- Tanuja – matka Ansari
- Jayapradha – Jaya Shrivastav (gościnnie)
- Lara Dutta – gościnnie "Aisa Jadoo"

## Muzyka
- Dil Duba, Dil Duba – Sonu Nigam, Shreya Ghoshal
- Uparwalein – Sonu Nigam
- Wada Raha, pyaar se pyaar ka – Shreya Ghoshal, Arnab
- Aisa Jadoo – Sunidhi Chauhan